# Graviescalar
En Física teórica, un graviescalar (también conocido como un radión) es una partícula hipotética que emerge como una excitación del tensor métrico (por ejemplo, un campo gravitatorio), pero cuyas propiedades físicas son prácticamente indistinguibles de un escalar en cuatro dimensiones, como se muestra en la teoría de Kaluza-Klein. El nuevo campo escalar {\displaystyle \phi } proviene de un componente del tensor métrico {\displaystyle g_{55}} donde la figura 5 marca una dimensión adicional, la quinta. Se puede considerar como una medida del tamaño de la dimensión extra, con variaciones en el campo escalar que representan las variaciones en el tamaño de las dimensiones extra.
En los modelos con múltiples dimensiones extra, existen varias de estas partículas.
En las teorías que incluyen supersimetría extendida, un gravifotón suele ser la supercompañera del gravitón que se comporta como una partícula con espín 1.
Este concepto está estrechamente relacionada con la de las teorías gauge de Higgs.